# Opomyza thalhammeri
Opomyza thalhammeri är en tvåvingeart som beskrevs av Gabriel Strobl 1900. Opomyza thalhammeri ingår i släktet Opomyza och familjen gräsflugor. Inga underarter finns listade i Catalogue of Life.